# Robert Friend (phi công)
Trung tá Robert Jones Friend (ngày 29 tháng 2 năm 1920 – ngày 21 tháng 6 năm 2019) là một phi công người Mỹ gốc Phi của đội Tuskegee Airmen trong Thế chiến II và là lãnh đạo Dự án Blue Book của Không quân Mỹ từ năm 1958 đến năm 1963. Ông cũng từng tham chiến trong chiến tranh Triều Tiên và chiến tranh Việt Nam với 28 năm trong quân ngũ.

## Thân thế và học vấn
Friend chào đời tại Columbia, Nam Carolina vào ngày 29 tháng 2 năm 1920. Ngay từ khi còn nhỏ, ông đã yêu thích máy bay và muốn nhập ngũ làm phi công, nhưng lại bị từ chối vì ông là người da đen. Friend quyết định theo học Đại học Lincoln ở Pennsylvania và học ngành hàng không.

## Binh nghiệp
Trong Thế chiến thứ hai, Friend từng trải qua 142 phi vụ chiến đấu. Sau khi Thế chiến II bắt đầu, quân đội đã khởi động một chương trình biệt lập dành cho các phi công da đen ở Tuskegee, Alabama. Friend ngay lập tức đăng ký và hoàn thành khóa huấn luyện này. Không quân Lục quân Mỹ bèn bổ nhiệm ông làm sĩ quan trong Phi đoàn 332 Tiêm kích. Ông được cấp trên điều động đến châu Phi rồi tới châu Âu.
Sau Thế chiến thứ hai, Friend tình nguyện ở lại trong quân ngũ và sau cùng tham gia chiến tranh Triều Tiên và Việt Nam . Ông đã ở trong quân đội tổng cộng 28 năm. Rồi sau tốt nghiệp Học viện Kỹ thuật Không quân.

### Giải thưởng
- 2 Thập tự giá Bay Xuất sắc (Mỹ)
- ruy băng Huân chương Sao Đồng
- ruy băng Biểu chương Đơn vị Tổng thống Lục quân Mỹ
- 3 ruy băng Huân chương Chiến công Xuất sắc
- Huân chương Hàng không
- Huy chương Vàng Quốc hội (2007)[1][6]

## Nghiên cứu của Không quân về UFO
Friend cho biết ông tin tưởng vào khả năng tồn tại sự sống ngoài Trái Đất trong vũ trụ. Friend chỉ đạo cuộc nghiên cứu của Không quân về UFO. Năm 1952, Không quân Mỹ bắt đầu tiến hành một nghiên cứu tuyệt mật mang mật danh Dự án Blue Book. Dự án này chính thức ngừng hoạt động vào năm 1969 mặc dù 701 sự kiện UFO được ghi nhận vẫn còn là một bí ẩn.

## Đời tư
Friend đã kết hôn tới ba lần trong đời. Ông kết hôn lần đầu tiên với Doris “Bunny” Goodwin, mà ông đặt cho cái tên dựa theo chiếc P-51 Mustang của mình, ít lâu sau cả hai đường ai nấy đi. Họ có với nhau một cậu con trai và một cô con gái. Về sau ông kết hồn lần thứ hai với Kathryn Ann Holland cũng kết thúc bằng việc ly hôn. Họ có với nhau ba cậu con trai và một cô con gái. Friend tiếp tục kết hôn lần thứ ba với Anna Rice kéo dài hơn 50 năm cho đến khi bà qua đời vào năm 2010. Họ có với nhau một cậu con ruột và một cô con gái nuôi.

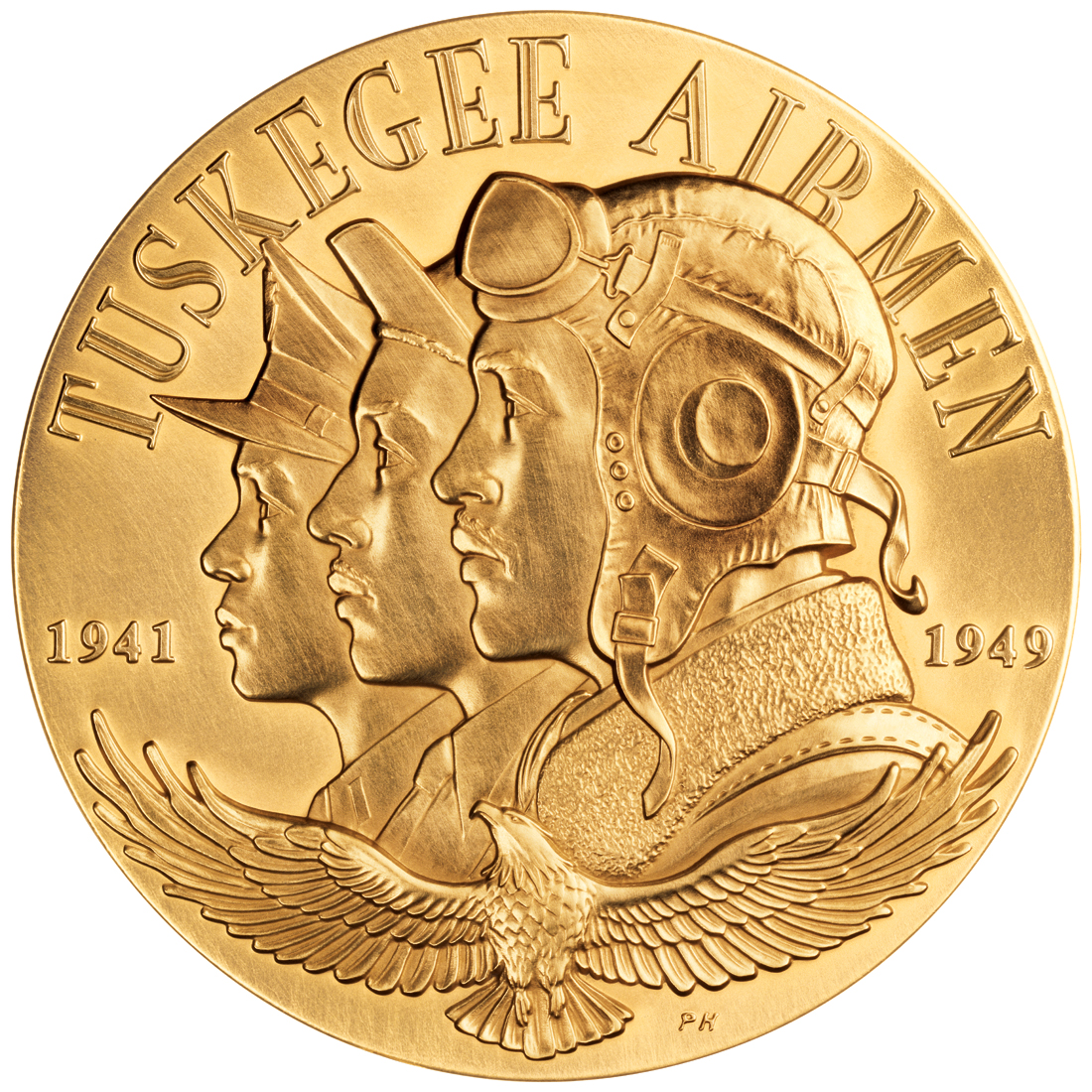
Mặt trước Huy chương Vàng Quốc hội của Phi công Tuskegee

## Cái chết
Trung tá Friend qua đời vào ngày 21 tháng 6 năm 2019 tại Long Beach, California ở tuổi 99 do nhiễm trùng huyết, theo lời kể của con gái ông. Vào thời điểm đó, ông là một trong 12 viên phi công Tuskegee Airmen còn sống đến giờ. Ông đã thực hiện 142 phi vụ chiến đấu trong suốt Thế chiến thứ hai như một phần của nhóm phi công chiến đấu ưu tú được đào tạo tại Viện Tuskegee của Alabama. Một buổi thưởng lãm và tưởng niệm của công chúng được tổ chức tại Bảo tàng Palm Springs Air vào ngày 6 tháng 7.  Friend từng kể về trải nghiệm của mình xuyên suốt nhiều sự kiện khác nhau trước khi qua đời, chẳng hạn như trong "Dự án Biết ơn" của Trường Tiểu học John Murdy ở Garden Grove.